# Céret
Céret város Franciaország déli részén, Languedoc-Roussillon régióban, Pyrénées-Orientales megyében.

## Földrajz

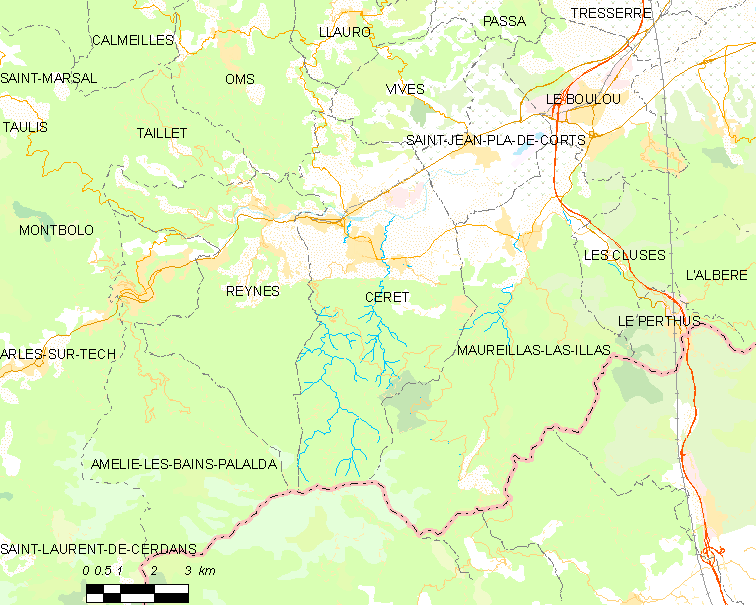
Céret térkép

## Politika
Canet-en-Roussillon polgármestere 2001 óta Alain Torrent.
- 1945-1947 : Gaston Cardonne
- 1947-1963 : Henri Guitard
- 1963-1964 : Marcel Parayre
- 1964-1983 : Michel Sageloly Sr.
- 1983-1995 : Henri Sicre
- 1995-1996 : Michel Sageloly Jr.
- 1996-2001 : Henri Sicre
- 2001-2020 : Alain Torrent
- 2020- : Michel Coste

## Demográfia
| Év   | Lakosság |
| ---- | -------- |
| 1954 | 5 091    |
| 1962 | 5 421    |
| 1968 | 5 438    |
| 1975 | 5 987    |
| 1982 | 6 798    |
| 1990 | 7 285    |
| 1999 | 7 291    |
| 2006 | 7 568    |
| 2012 | 7 621    |

## Látnivalók

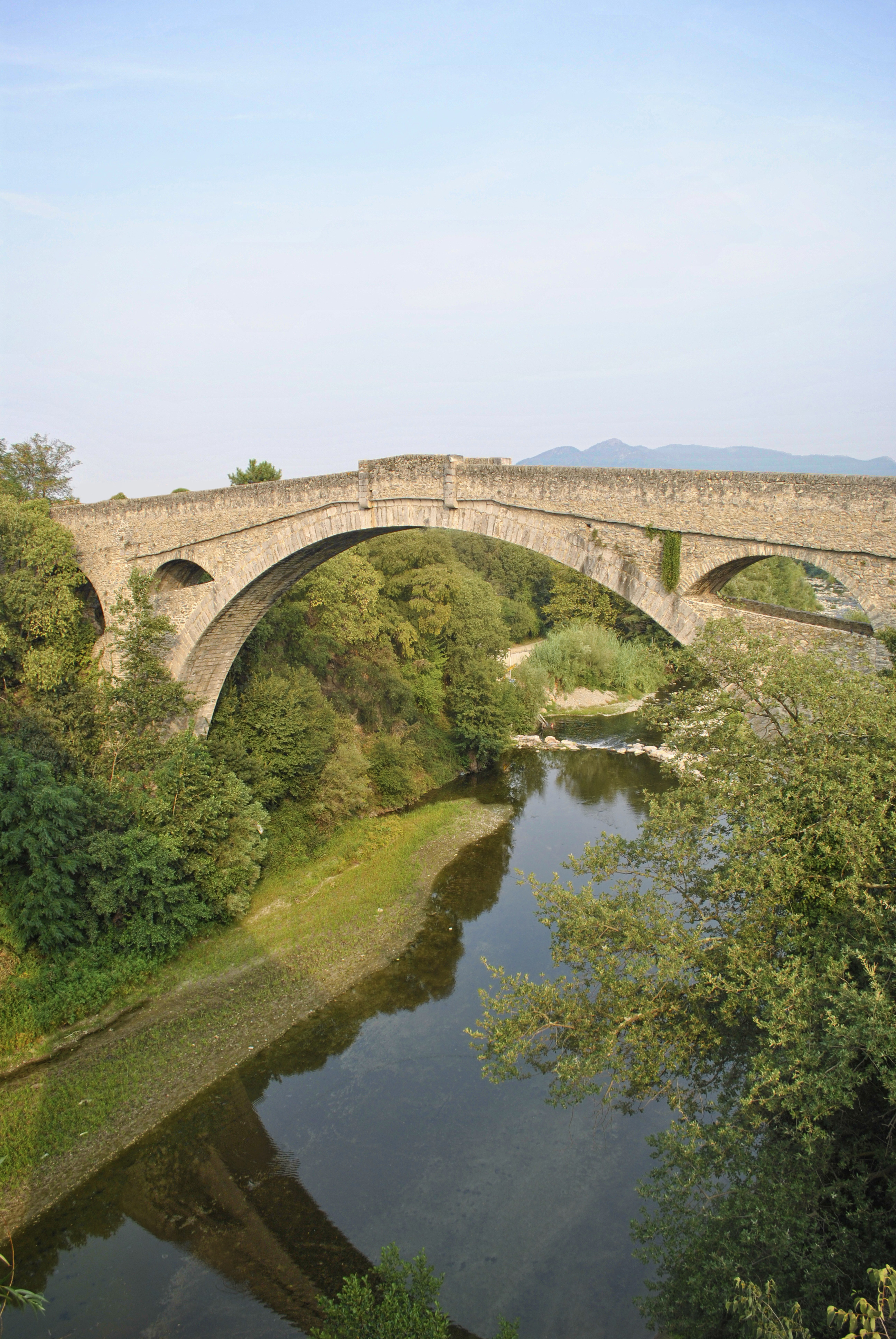
Pont du Diable

- Ívhíd Pont du Diable, 14. század

## Testvérvárosok
- - Almonte
- - Banyoles
- - Lüchow

## Külső hivatkozások
- Hivatalos honlap